# Полонизмы в белорусском языке
Полонизмы — слова, заимствованные из польского языка. Их заимствование в белорусском языке происходило двумя путями: устным — через контакты белорусов с поляками как с соседним народом и с поляками, жившими в Беларуси; письменным — через переводы произведений с польского языка на белорусский.
Первые лексические полонизмы стали появляться в западнорусских письменных памятниках в конце XIV века, когда после заключения Кревской унии (1385) начинают усиливаться государственные и культурные связи между Польшей и Великим княжеством Литовским. Особенно интенсивным приток польской лексики стал после Люблинской унии (1569), в результате которой Великое княжество Литовское вместе с белорусскими землями оказалось в составе Речи Посполитой. В XVII веке полонизмы распространяются на все жанрово-стилевые разновидности западнорусского языка.
Среди заимствований из польского языка слова всех лексико-грамматических классов и самой разнообразной тематики. Это названия: предметов быта и орудий труда; одежды и обуви; строений; животных и птиц; лиц по их роду деятельности и особенностям; общественно-политических и юридических понятий; абстрактных и научных понятий; признаков и свойств; действий и состояний и др.
Наиболее характерными признаками полонизмов являются: сочетания -ен- (-эн-), -ён- (-он-), -ан- на месте носовых гласных ę, ą (енк, парэнчы, маёнтак, наконт, вандроўка); сочетание -дл- (кавадла, павідла); сочетание -лу- между согласными (слуп, тлусты); согласный звук [ц] на месте восточнославянского [ч] (цудоўны, цурацца); суффиксы -унак (ратунак, пакунак); -ізн-а (бялізна, крывізна); -он-ы (-ён-ы) (незлічоны, утрапёны); -ц-а (абаронца, забойца); -іск-а (-ыск-а) (каніска, вятрыска); твердое произношение согласных перед гласными е (э) (бэз, пэўны); я (а) на месте восточнославянского е (жалязка, бляск) и др.
Через польский язык в лексику белорусского пришло значительное количество слов из других языков. Некоторые из них употребляются в соответствующем польском оформлении: Gang (нем.) — ganek (пол.) — ганак, acetum (лат.) — wocet (пол.) — воцат.
Из польского языка были заимствованы такие слова как абсталяваць, абцас, абцугі, абшар, аловак, альтанка, апантаны, аркуш, ахвяра, бавоўна, бізун, блакіт, блюзнер, брама, бровар, брук, брыль, будаваць, бульба, бурштын, бэсціць, вага, вандраваць, вантробы, варта, варты, вар’ят, васпан, відэлец, віншаваць, воцат, выспа, вэндзіць, ганак, гарбар, гарбата, гармата, гарт, гатунак, гафт, гіцаль, гмах, грабар, грубка, грунтоўны, гузік, гума, гурт, , гута, гэбель, дах, дзякаваць, дрот, друк, жабрак, жарт, жаўнер, здрада, зэдаль, імбрычак, імпэт, імша, кавадла, кавалак, камізэлька, канапа, кантычка, капліца, капялюш, карункі, касаваць, касцёл, кат, каўнер, каштаваць, квадра, келіх, кіраваць, кірмаш, клунак, клямка, кляштар, кнот, корак, коўдра, крама, краты, крыжак, крэйда, куфар, куфель, кухар, кушнер, ланцуг, лейцы, лемантар, лёс, літаваць, ліхтар, люстраваць, лямант, маёнтак, малпа, малюнак, махляр, мацаваць, меркаваць, мультан, муляр, мур, мусіць, мытня, накшталт, нарыс, нырка, нэндза, палац, паляндвіца, панчоха, папера, парафія, паркан, парэнчы, патэльня, пацеры, пільны, прапанаваць, прасаваць, праца, пробашч, прэнт, пудла, пыха, пэндзаль, рада, разынкі, раптам, ратаваць, рахаваць, ружа, рымар, рыса, рыхтаваць, рэшта, скарбніца, скарга, скіба, стальмах, стасаваць, статут, труна, турбаваць, фанабэрыя, фарба, фіранка, фурман, футра, фэст, цвік, цвінтар, цнота, цуглі, цукар, цыбуля, цывільны, цырата, цэтлік, шалі, шанаваць, шкадаваць, шкарпэтка, шлях, шмараваць, шпацыраваць, шруба, шуфляда, шчыгульны, шыба, шынка, шынок, шэраг и др.